# Le Cri
Pour les articles homonymes, voir Le Cri (homonymie).
Le Cri (en norvégien : Skrik) est une œuvre expressionniste de l'artiste norvégien Edvard Munch dont il existe cinq versions (deux peintures, un pastel, un au crayon et une lithographie) réalisées entre 1893 et 1917. Symbolisant l'homme moderne emporté par une crise d'angoisse existentielle, elle est considérée comme l'œuvre la plus importante de l'artiste. Le paysage en arrière-plan est le fjord d'Oslo, vu d'Ekeberg. 
En 2021, il a été découvert une phrase écrite sur le tableau par son auteur : « Ne peut avoir été peint que par un fou ! » (« Kan kun være malet af en gal Mand ! ») .

## Description
Le tableau fait partie d'un cycle d'une vingtaine de tableaux, appelé « La Frise de la vie » et resté inachevé.
Munch a exécuté cinq versions du tableau, dont les plus fameuses sont une tempera sur carton au musée Munch d'Oslo (de 83,52 cm de haut sur 66 cm de large), et une peinture à l'huile, tempera et pastel à la Galerie nationale d'Oslo (91 cm de haut sur 73,5 cm de large). Une troisième version appartient également au musée Munch. Une quatrième appartenait au milliardaire norvégien Petter Olsen, avant d'être vendue aux enchères à un acheteur anonyme, le 2 mai 2012, pour la somme record de 119,92 millions de dollars. Il dépasse donc le Nu au plateau de sculpteur de Picasso qui a été vendu 106,5 millions. La cinquième version est une lithographie réalisée en 1895 à Berlin.

## Citation de l'artiste
Le 22 janvier 1892, Munch a écrit dans son journal :

« Je me promenais sur un sentier avec deux amis — le soleil se couchait — tout d'un coup le ciel devint rouge sang.
Je m'arrêtai, fatigué, et m'appuyai sur une clôture — il y avait du sang et des langues de feu au-dessus du fjord bleu-noir de la ville — mes amis continuèrent, et j'y restai, tremblant d'anxiété — je sentais un cri infini qui passait à travers l'univers et qui déchirait la nature. »

## Inspiration

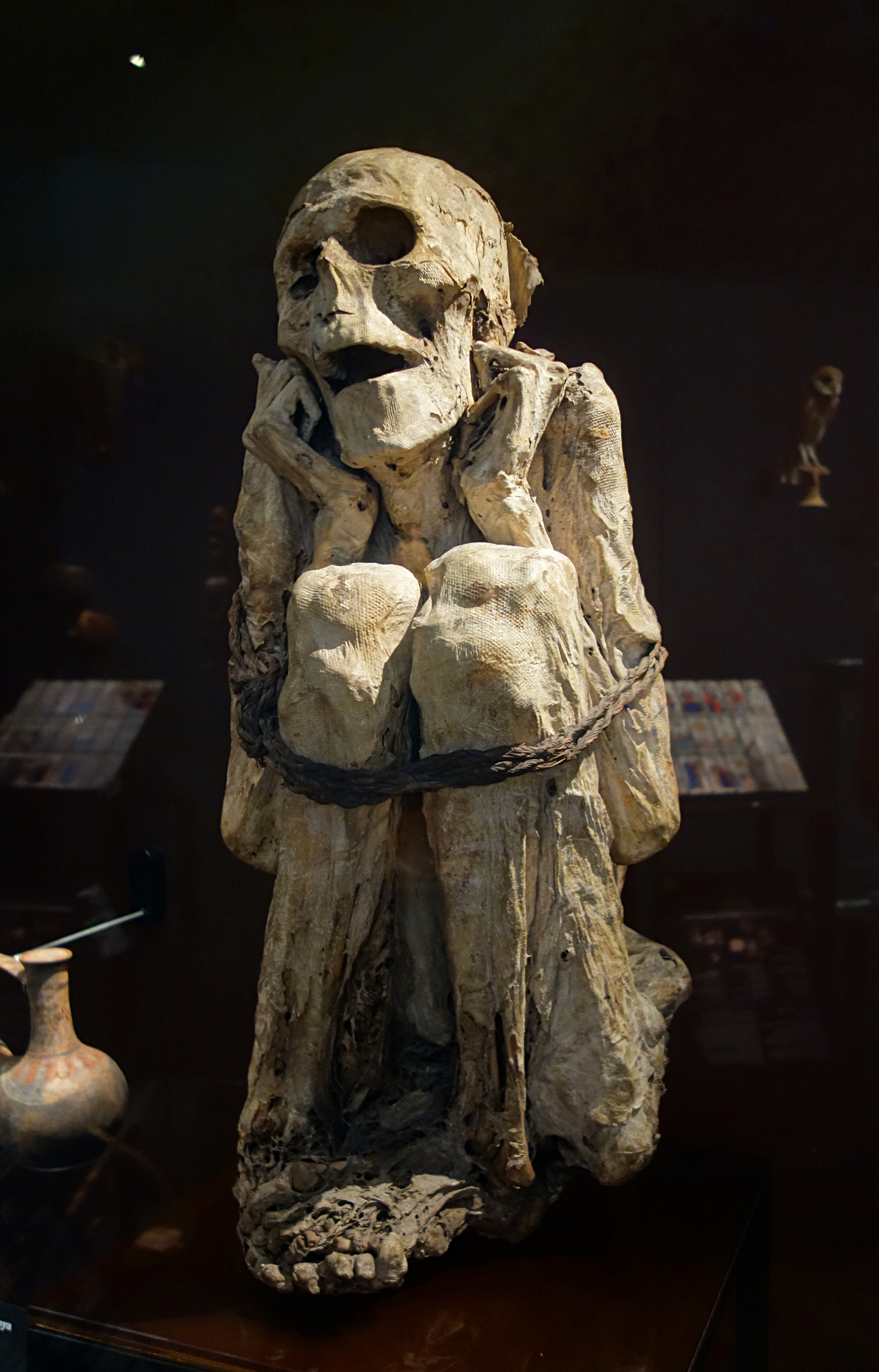
Momie chachapoyas en position fœtale typique qui symbolise la naissance dans l'au-delà. Elle est présentée au musée d'Ethnographie du Trocadéro à partir de 1882.

Selon Donald Olson, professeur d'astrophysique à l'université du Texas, ce coucher de soleil d'un rouge flamboyant était vraisemblablement provoqué par les cendres émises lors de l'éruption du volcan Krakatoa,.
Le personnage présente une grande ressemblance avec plusieurs momies, dont une momie chachapoyas au visage figé dans la mort dans une position particulièrement expressive. Elle est découverte au cœur des Andes péruvienne en 1877 par des explorateurs français qui la ramèneront au Musée éthnographique de Paris,. Selon l'historien de l'art Robert Rosenblum,, Munch l'aurait aperçue lors de l'Exposition universelle de 1889 et s'en serait inspiré pour peindre la première version de son tableau,. La même momie aurait aussi inspiré Paul Gauguin pour ses tableaux peints en 1889 La misère humaine et Ève bretonne,,.

## Vols
Le 12 février 1994, Le Cri de la Galerie nationale d'Oslo a été volé. Des groupes anti-avortement actifs en Norvège ont alors été soupçonnés. Trois mois plus tard, le tableau est proposé au gouvernement norvégien pour une rançon de 1,2 million de dollars américains. Le gouvernement refuse et le tableau est retrouvé le 7 mai 1994, lors d'une descente effectuée par la police norvégienne et préparée en collaboration avec la police britannique et le Getty Center,.
Dix ans après, le 22 août 2004, l'un des Cri du musée Munch, le plus célèbre, ainsi que la Madone, ont été volés lors d'une attaque à main armée. Selon le journal suédois Svenska Dagbladet, le tableau aurait été brûlé. Toutefois, le 31 août 2006, la police norvégienne a annoncé avoir retrouvé les deux tableaux volés dans un état jugé « assez bon ». Le 23 avril 2007 la Cour d'appel d'Oslo condamne trois des voleurs ayant pris part au vol à main armée de ce tableau ; la peine la plus sévère, neuf ans et demi de prison, a été prononcée à l'encontre de Tharaldsen, le chauffeur de la voiture (mais cette sentence porte aussi sur une autre attaque à main armée pour laquelle il a également été condamné). Björn Hoen, l'un des chefs de l'opération, a écopé de neuf ans et Stian Skjold, l'un des deux assaillants, de cinq ans et demi. Le deuxième assaillant serait mort d'une surdose d'héroïne le 3 novembre 2006 selon la police norvégienne[réf. nécessaire].

## Marché de l'art
L'une des cinq versions a été vendue par Sotheby's à New York pour un montant de 120 millions de dollars. Elle détenait ainsi, le 2 mai 2012, le record de vente d'une peinture aux enchères. Elle est, en 2017, la cinquième plus chère œuvre vendue aux enchères.

## Influences

### Peinture
L'artiste islandais postmoderne Erró en a fait plusieurs détournements dans ses peintures, dont son tableau Le Cri de 1967.
Une illustration de l'artiste irlandaise Miriam Cassidy a servi de couverture pour la revue archéologique Trowel (en) de l'Université de Dublin en 2007.

### Cinéma

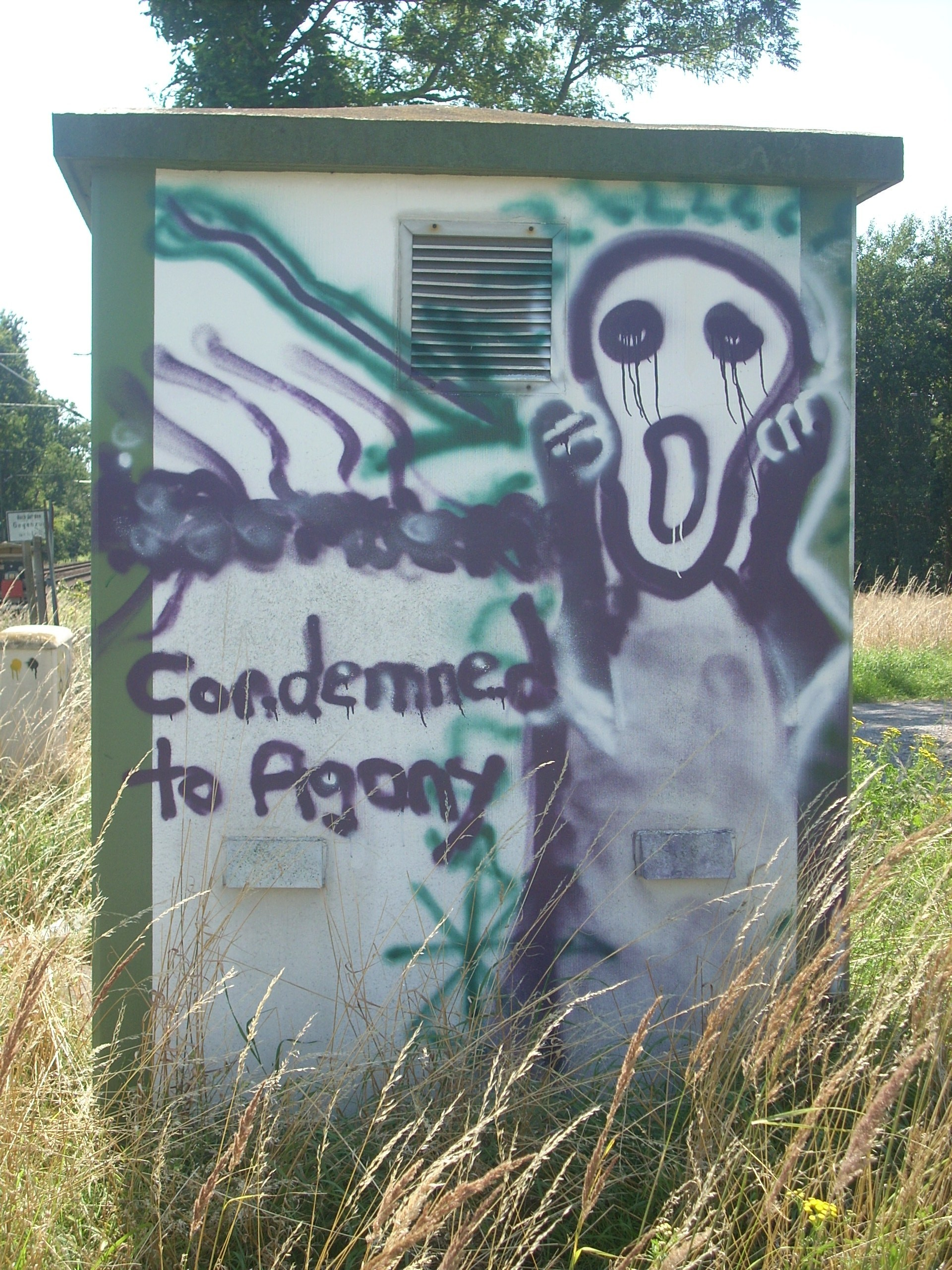
Un graffiti librement inspiré du tableau de Munch, près de la voie de chemin de fer entre Sehnde et Lehrte en Allemagne.

Le personnage de Ghostface personnifié dans la série de films d'horreur Scream arbore un masque d'Halloween directement inspiré de la figure du tableau de Munch.
Sur l'affiche du film promotionnel Maman j’ai raté l’Avion ! de Chris Columbus, l'acteur principal, tout en portant ses mains à son visage, arbore une expression de terreur similaire à celle présente sur la figure du tableau de Munch,.
Dans le film Étrange Noël de Monsieur Jack de Tim Burton, apparaît la figure squelettique de Jack faisant référence à celle présente dans le tableau du Munch.
Le tableau apparaît également dans les premières secondes du film La Grande Menace.

### Télévision
Dans l'émission américaine Beavis et Butt-Head, le tableau apparaît dans un épisode intitulé Butt is it Art?.
Le tableau apparaît également sous forme de « film » dans le film Les Looney Tunes passent à l'action.
La série télévisée américaine Les Simpson montre à plusieurs reprises le tableau. Dans un épisode de la neuvième saison, le personnage du tableau apparaît pour jouer au baby-foot avec Homer. Le tableau apparaît aussi lors d'un épisode où Lisa a des problèmes avec son père (Homer fait une mascotte). Un des garnements l'avait volé. Dans un épisode de la vingtième saison (intitulé Burns est piqué), le tableau fait une apparition lorsque des milliardaires tirent sur le tableau à l'aide d'arcs.
Dans l'épisode 21 de la saison 1 des Sorciers de Waverly Place (intitulé Tableaux vivants), le personnage sort magiquement de la toile. Dans Persepolis (film d'animation en noir et blanc inspiré du roman graphique du même nom), le personnage principal pousse un cri tandis que son visage se métamorphose en celui du personnage du tableau.
Le tableau a également inspiré les séries d'animations japonaises. Dans un des épisodes de la deuxième saison de School Rumble, le personnage masculin principal, Harima Kenji, prend les traits du personnage du tableau pour hurler sa terreur devant son rédacteur en chef. Dans le premier épisode de Great Teacher Onizuka, lorsque Onizuka apprend qu’il peut, grâce à son métier, épouser une fille de 16 ans alors qu’il en a 22, pris d'émotion, le visage du personnage devient celui du personnage du Cri. Dans l'épisode 18 de Nicky Larson, intitulé Prémonitions, le tableau apparaît en arrière-plan. Dans le deuxième OAV de Magical Girl Kokoro à plus ou moins 18 minutes et 58 secondes, une scène apparaît dans laquelle l'un des personnages fait une tête qui ressemble fort à celle du Cri[réf. nécessaire]. Dans le deuxième épisode de Another, à plus ou moins 2 minutes et 45 secondes de l'épisode, un personnage peint un tableau qui ressemble au Cri de Munch, il l'appelle même par la suite Le Cri du citron ; ce personnage s'était effectivement inspiré de Munch. Il apparaît également dans l'OAV 4 de Naruto. Le héros, Naruto Uzumaki, pousse un cri de dépit et se retrouve dans le tableau : il a alors la même expression et le fond est identique. Des références au tableau et à son environnement apparaissent aussi dans l'une des scènes de l'épisode 40 de la saison 1 de Magical Doremi (l'examen de 3e niveau), au moment où Émilie passe le 1er monde, l'environnement du tableau est recréé aussi bien au niveau de l'arrière-plan (le ponton) que du personnage qui crie qui est démultiplié, formant une communauté de personnages qui crient. Au moment où ces hommes sortent de terre, Émilie pousse des cris comme le personnage du tableau.
Dans l'épisode 15 de la cinquième saison de la série télévisée d'animation américaine Steven Universe, Le grand plongeon, le tableau est parodié.
Dans la série sud-coréenne Squid Game, dans l'épisode pilote, apparaît une référence au tableau : une participante - se retrouvant totalement éclaboussée par le sang d'un joueur au jeu 1 2 3 soleil - arbore un visage habité par la terreur et similaire à celui présent dans le tableau Le cri d'Edward Munch,.

### Littérature
L'écrivain québécois Vincent Thibault s'est inspiré du Cri pour composer la nouvelle Le Secret fardeau de Munch, Éditions De Courberon, 2009.
Laurent Graff publie en 2006 Le Cri, Le Dilettante, inspiré du vol du Cri.

### Bande dessinée
- W.I.T.C.H. : Dans un numéro, un monstre hante un des personnages principaux. Il a été inspiré par Le Cri ; à la fin du numéro, le nom du tableau est cité.
- Le Vol du Cri, bande dessinée de 2006 réalisée par Annequin et Jullian, évoque longuement ce tableau, dans le cadre d'une intrigue fantastique au musée des beaux-arts de Lyon.
- Détective Conan, épisode 774 : Le tableau apparait avec deux autres œuvres de Munch et que Jirokichi Suzuki possède.
- Sherlock Holmes et les Vampires de Londres, tome 1, page 39 : Le tableau est exposé sur les murs de la résidence de Selymes.

### Musique
- Le Cri a été utilisé par différents groupes pour leurs pochettes ou affiches : Clair Obscur pour La Cassette noire (F), Red Lorry Yellow Lorry pour This Today (GB), Laibach (SLO)… On le trouve également sur la pochette de l'album The Screamers de John Cerminaro (en), sur l'album de même nom de Morgen.
- Jean Guidoni a interprété en 1982 la chanson Qui crie ? (texte : Pierre Philippe, musique : Astor Piazzolla), dans son album et spectacle Crime passionnel, qui a pour inspiration le tableau d'Edvard Munch.
- Sorti en 2015, le titre du premier album du musicien français Xavier Ridel, alias Waterwalls, Silent Skrik, est une référence au tableau Le Cri[27],[28].

### Jeux vidéo
Le Cri apparaît dans Angry Birds Seasons de Rovio Entertainment, à l'arrière-plan des niveaux. [réf. souhaitée].

### Informatique
Le glyphe « 😱 » représentant le point de code Unicode U+1F631 dans le bloc des émoticônes, intitulé « visage criant de peur », est librement inspiré du tableau Le Cri,.